# Onizuka (cràter)

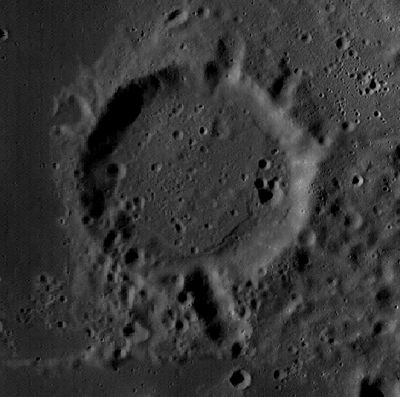
Fotografia de la missió Lunar Reconnaissance Orbiter

Onizuka és un petit cràter d'impacte lunar que es troba dins de l'anell interior de la plana emmurallada del cràter Apol·lo. La porció central d'Apol·lo és coberta per lava basàltica de color fosc, i Onizuka es troba a la vora sud d'aquesta plana. Al sud-est d'Onizuka hi ha el cràter Borman, i a l'oest-sud-oest Chaffee.
Onizuka és un cràter circular amb forma de bol, amb una vora afilada. Les parets interiors són pendents simples que descendeixen fins al sòl interior, tot i que en algunes zones s'apilen roques despreses al peu dels talusos. Presenta un petit cim central al punt mitjà del sòl interior. Una fina esquerda que comença a la vora nord d'Onizuka travessa el sòl d'Apol·lo cap a l'est al llarg d'una distància considerable.